# Chalkone

Chalkon – Grundgerüst der Chalkone (E-Konfiguration)

Die Chalkone sind eine Untergruppe sekundärer Pflanzenstoffe innerhalb der Stoffgruppe der Flavonoide. Sie leiten sich strukturell durch Derivatisierung von der ihnen zugrunde liegenden Verbindung Chalkon ab.

## Struktur
In den Chalkonen sind zwei Phenylgruppen über eine C3-Brücke in Form einer α,β-ungesättigten Carbonyl-Gruppierung miteinander verknüpft. Die CC-Doppelbindung der C3-Brücke besitzt normalerweise E-Konfiguration.
Der an die Carbonylgruppe gebundene Phenylring wird als A-Ring und der an das β-Kohlenstoffatom der CC-Doppelbindung gebundene Phenylring wird als B-Ring bezeichnet. Diese Bezeichnung ist analog zu den sich von den Chalkonen ableitenden Flavonoiden mit Flavan-Grundstruktur. Die Nummerierung der Phenylkohlenstoffatome ist aber leider nicht entsprechend. Die substituierbaren Positionen am A-Ring werden durch die Ziffern 2'-6' statt 5–8 und die substituierbaren Positionen am B-Ring durch die Ziffern 2–6 statt 2'–6' gekennzeichnet.
Das Substitutionsmuster des A- und B-Rings der einzelnen Ckalkone ergibt sich aus der Substitution der biosynthetischen Chalkon-Vorläufermoleküle und Derivatisierungen, die sich der Bildung des Chalkongerüsts anschließen. Bei den normalen Chalkonen wird der A-Ring unter Decarboxylierung aus drei Molekülen Malonsäure aufgebaut, woraus sich die Hydroxygruppen an den Positionen 2', 4' und 6' des A-Rings ergeben. Der B-Ring wird aus Hydroxyzimtsäuren, häufig aus p-Cumarsäure gebildet, so dass die Position 4 am B-Ring meist eine Hydroxygruppe trägt. Gängig ist auch, dass am B-Ring neben der Position 4 auch die Positionen 3 hydroxyliert ist.
Ist das Substitutionsmuster der Ringe A und B vertauscht, so spricht man von Retrochalkonen, die eine Untergruppe der Chalkone bilden. Typisch für Retrochalkone ist das Fehlen von Hydroxy- bzw. Methoxygruppen an den Positionen 2' und 6' und dass dafür die Position 2 oder die Positionen 2 und 6 einen entsprechenden Substituenten tragen.

## Nicht-glycosylierte Chalkone

### Normale Chalkone

Isoliquiritigenin
Butein
Naringeninchalkon

Die C-Alkylierung kommt bei Chalkonen relativ häufig vor. Meist handelt es sich um die Anbindung von Prenylgruppen, die auch mehrfach erfolgen kann.
- Xanthohumol
- Sophoradin

| Name | α | β | Konfig. | 2 | 3      | 4   | 5      | 6 | 2'  | 3'     | 4'  | 5'     | 6'  | CAS         |
| --- | - | - | ------- | - | ------ | --- | ------ | - | --- | ------ | --- | ------ | --- | ----------- |
| Butein | H | H | E       | H | OH     | OH  | H      | H | OH  | H      | OH  | H      | H   | 487-52-5    |
| Bavachalkon | H | H | E       | H | H      | OH  | H      | H | OH  | H      | OH  | Prenyl | H   | 28448-85-3  |
| Cardamomin | H | H | E       | H | H      | H   | H      | H | OH  | H      | OH  | H      | OMe | 19309-14-9  |
| Isobavachalkon | H | H | E       | H | H      | OH  | H      | H | OH  | Prenyl | OH  | H      | H   | 20784-50-3  |
| Isoliquiritigenin | H | H | E       | H | H      | OH  | H      | H | OH  | H      | OH  | H      | H   | 961-29-5    |
| Isoliquiritigenin-2'-methylether | H | H | E       | H | H      | OH  | H      | H | OMe | H      | OH  | H      | H   | 51828-10-5  |
| Methylhydroxychalkon | H | H | E       | H | OH     | H   | H      | H | H   | Me     | H   | H      | H   | 153976-41-1 |
| Metochalkon | H | H | E       | H | H      | OMe | H      | H | OMe | H      | OMe | H      | H   | 18493-30-6  |
| Naringeninchalkon | H | H | E       | H | H      | OH  | H      | H | OH  | H      | OH  | H      | OH  | 25515-46-2  |
| Okanin | H | H | E       | H | OH     | OH  | H      | H | OH  | OH     | OH  | H      | H   | 484-76-4    |
| Robtein | H | H | E       | H | OH     | OH  | OH     | H | OH  | H      | OH  | H      | H   | 2679-65-4   |
| Sophoradin | H | H | E       | H | Prenyl | OH  | Prenyl | H | OH  | Prenyl | OH  | H      | H   | 23057-54-7  |
| Xanthohumol | H | H | E       | H | H      | OH  | H      | H | OH  | Prenyl | OH  | H      | OMe | 6754-58-1   |

Xanthohumol
Sophoradin

| Legende zur Tabelle In den Spalten α–β und 2–6' sind die Substituenten der jeweiligen Positionen des Chalkon-Grundgerüsts der Chalkone angegeben: OH = Hydroxygruppe, OMe = Methoxygruppe, Me = Methylgruppe. |   |   |         |   |        |     |        |   |     |        |     |        |     |             |

### Retrochalkone
Das erste aus einer natürlichen Quelle isoliert Retrochalkon ist die Verbindung Echinatin (2-Methoxy-4,4'-Dihydroxychalkon), welche ein Isomer zu der Verbindung 4,4′-Dihydroxy-2′-methoxychalkon (Isoliquiritigenin-2'-methylether) ist. Die Verbindung wurde aus einer Zellkultur der Art Glycyrrhiza echinata aus der Gattung der Süßhölzer isoliert.
| Name | α | β | Konfig. | 2   | 3      | 4   | 5                          | 6   | 2' | 3'     | 4' | 5' | 6' | CAS         |
| --- | - | - | ------- | --- | ------ | --- | -------------------------- | --- | -- | ------ | -- | -- | -- | ----------- |
| Echinatin | H | H | E       | OMe | H      | OH  | H                          | H   | H  | H      | OH | H  | H  | 34221-41-5  |
| Licochalcon A | H | H | E       | OMe | H      | OH  | Dimethylallyl              | H   | H  | H      | OH | H  | H  | 58749-22-7  |
| Licochalcon B | H | H | E       | OMe | OH     | OH  | H                          | H   | H  | H      | OH | H  | H  | 58749-23-8  |
| Licochalcon C | H | H | E       | OMe | Prenyl | OH  | H                          | H   | H  | H      | OH | H  | H  | 144506-14-9 |
| Licochalcon D | H | H | E       | OMe | OH     | OH  | H                          | H   | H  | Prenyl | OH | H  | H  | 144506-15-0 |
| Licochalcon E | H | H | E       | OMe | H      | OH  | (2S)-3-Methylbut-3-en-2-yl | H   | H  | H      | OH | H  | H  | 864232-34-8 |
| Tepanon | H | H | E       | OH  | OMe    | OMe | H                          | OMe | H  | H      | H  | H  | H  |             |
| Legende zur Tabelle In den Spalten α–β und 2–6' sind die Substituenten der jeweiligen Positionen des Chalkon-Grundgerüsts der Chalkone angegeben: OH = Hydroxygruppe, OMe = Methoxygruppe. |   |   |         |     |        |     |                            |     |    |        |    |    |    |             |

## Glycosylierte Chalkone
- Coreopsin
- Marein

| Name | Aglycon           | α | β | Konfig. | 2 | 3  | 4  | 5 | 6 | 2' | 3' | 4'          | 5' | 6' | CAS        |
| --- | ----------------- | - | - | ------- | - | -- | -- | - | - | -- | -- | ----------- | -- | -- | ---------- |
| Coreopsin | Butein            | H | H | E       | H | OH | OH | H | H | OH | H  | Glucosyloxy | H  | H  | 499-29-6   |
| Marein | Okanin            | H | H | E       | H | OH | OH | H | H | OH | OH | Glucosyloxy | H  | H  | 535-96-6   |
| Neoisoliquiritin | Isoliquiritigenin | H | H | E       | H | H  | OH | H | H | OH | H  | Glucosyloxy | H  | H  | 59122-93-9 |

Coreopsin
Marein

| Legende zur Tabelle In den Spalten α–β und 2–6' sind die Substituenten der jeweiligen Positionen des Chalkon-Grundgerüsts der glycosylierten Chalkone angegeben: OH = Hydroxygruppe, Glucosyloxy = β-D-Glucopyranosyloxy. |                   |   |   |         |   |    |    |   |   |    |    |             |    |    |            |

## Biosynthese
Die Chalkone sind in der Biosynthese der Flavonoide die erste Verbindungsgruppe, die die für die Flavonoide typische C6-C3-C6-Grundstruktur besitzt. Dabei stammen bei den normalen Chalkonen die Kohlenstoffatome des A-Rings aus dem Polyketidstoffwechsel und die Kohlenstoffatome der C3-Brücke und des B-Rings von einer Zimtsäure. Das Chalkon Naringeninchalkon wird aus p-Cumaroyl-Coenzym A, welches die Zimtsäure p-Cumarsäure enthält und drei Molekülen Malonyl-Coenzym A gebildet. Die Reaktion wird durch Chalkon-Synthasen katalysiert.
Die Retrochalkone werden ausgehend von den entsprechenden Chalkonen gebildet. So entsteht das Retrochalkon Echinatin (2-Methoxy-4,4'-Dihydroxychalkon) durch O-Methylierung und mehrstufige Isomerisierung der C3-Brücke von Isoliquiritigenin. Bei den Retrochalkonen stammen somit die Kohlenstoffatome des B-Rings aus dem Polyketidstoffwechsel und die Kohlenstoffatome der C3-Brücke und des A-Rings von einer Zimtsäure.
Ausgehend von den Chalkonen werden sowohl die Flavonoide mit Flavan-Grundstruktur als auch die Aurone gebildet. Die ersten Flavonoide mit Flavan-Grundstruktur, welche ausgehend von den Chalkonen unter Bildung des sechsgliedrigen C-Rings entstehen, sind die Flavanone. Die Reaktion wird durch Chalkon-Isomerasen katalysiert.